# Ortel Mobile
 (mars 2012).
Si vous disposez d'ouvrages ou d'articles de référence ou si vous connaissez des sites web de qualité traitant du thème abordé ici, merci de compléter l'article en donnant les références utiles à sa vérifiabilité et en les liant à la section « Notes et références ».
 (juillet 2011).
Ortel Mobile est un opérateur néerlandais de téléphonie mobile, filiale de Royal KPN, fondé en 2005 par Celal Oruç, un entrepreneur kurde . Ortel Mobile est un opérateur de réseau virtuel - (mobile virtual network operator - MVNO). Il ne possède pas ses propres réseaux de diffusion et utilise, de ce fait, les réseaux d'autres opérateurs.

## Clientèle
Ortel Mobile est l'un des plus grands fournisseurs européens de services de téléphonie mobile, fortement implanté aux Pays-Bas en France, en Belgique et en Allemagne. Cet opérateur s'est engouffré sur le créneau des communications mobiles prépayés à bon marché et vise une clientèle ciblée  : les « communautés multiculturelles ». Il est devenu premier opérateur de réseau mobile à destination des pays du Maghreb sur le marché français et belge. L'entreprise est rachetée par Sunrise Communications le 18 juillet 2013.
En France, l'opérateur utilise concurremment le réseau d'Orange et celui de Bouygues Telecom. Celui-ci permet de fournir des services de télécommunication mobile fiables et d'excellente qualité au meilleur prix. Il s'est étendu en 2006 à la Belgique et à l'Allemagne. Fort de plusieurs millions d'utilisateurs dans ces trois pays, Ortel Mobile a l'intention de pénétrer d'autres marchés européens et souhaite également augmenter le nombre de services et de produits proposés.

## Arrêt de l'activité en France
Les cartes SIM achetées récemment devront être activées avant le 2 janvier 2015 à 23 h 00 pour pouvoir fonctionner. Les dernières recharges de cartes prépayées devront avoir lieu avant le 24 janvier 2015.
Toutes les cartes SIM Ortel Mobile pourront être utilisées jusqu'au 24 avril 2015, soit trois mois après la dernière recharge. Le 25 avril, il n'y aura plus d'appel ou de réception possible.
L'information a été transmise par SMS aux abonnés français le 22 décembre 2014 et confirmée par le service « Client ». Ce désengagement d'Ortel Mobile du marché français succède à celui déjà opéré en Espagne le 15 décembre 2014.

## Sources
- Communiqué de presse